# San Juan del Rio, Durango
San Juan del Rio är en ort i Mexiko.   Den ligger i kommunen San Juan del Río och delstaten Durango, i den centrala delen av landet, 800 km nordväst om huvudstaden Mexico City. San Juan del Rio ligger 1 695 meter över havet och antalet invånare är 2 912.
Terrängen runt San Juan del Rio är platt åt nordväst, men åt sydost är den kuperad. Runt San Juan del Rio är det glesbefolkat, med 8 invånare per kvadratkilometer. San Juan del Rio är det största samhället i trakten. Omgivningarna runt San Juan del Rio är i huvudsak ett öppet busklandskap.